# Nguyễn Quang Cường
Nguyễn Quang Cường (sinh 1965) là một sĩ quan cấp cao trong Quân đội nhân dân Việt Nam, hàm Trung tướng, nguyên Chỉ huy trưởng Bộ Chỉ huy quân sự thành phố Hải Phòng, nguyên Phó Tư lệnh - Tham mưu trưởng Quân khu 3, nguyên là Bí thư Đảng ủy, Chính ủy Quân khu 3. Ông từng là Đại biểu Quốc hội Việt Nam khóa XIII, thuộc Đoàn Đại biểu Hải Phòng, Ủy viên Ủy ban Quốc phòng và An ninh của Quốc hội.

## Thân thế và sự nghiệp
Ông sinh ngày 26 tháng 1 năm 1965 tại Phường Hợp Đức, quận Đồ Sơn, thành phố Hải Phòng
Ông kết nạp Đảng vào ngày 16 tháng 01 năm 1990
Trước 2013, ông là Chỉ huy trưởng Bộ Chỉ huy Quân sự thành phố Hải Phòng.
Năm 2013, bổ nhiệm giữ chức Phó Tư lệnh Quân khu 3 đồng thời thăng quân hàm Thiếu tướng.
Năm 2015, ông chuyển sang làm Phó Tư lệnh - Tham mưu trưởng Quân khu 3
Tháng 4 năm 2019, giữ chức Bí thư Đảng ủy, Chính ủy Quân khu 3 đồng thời thăng quân hàm Trung tướng.